# 海南東インターチェンジ
海南東インターチェンジ（かいなんひがしインターチェンジ）は、和歌山県海南市大野中にある阪和自動車道のインターチェンジである。上り線（和歌山・大阪方面）のみ流出入が可能なハーフインターチェンジである。海草郡野上町（現・紀美野町）などへのアクセスに便利である。なお、海南東ICと海南ICの間は距離が３キロ程しか離れていないため、どちらで降りても料金は同じとなる。

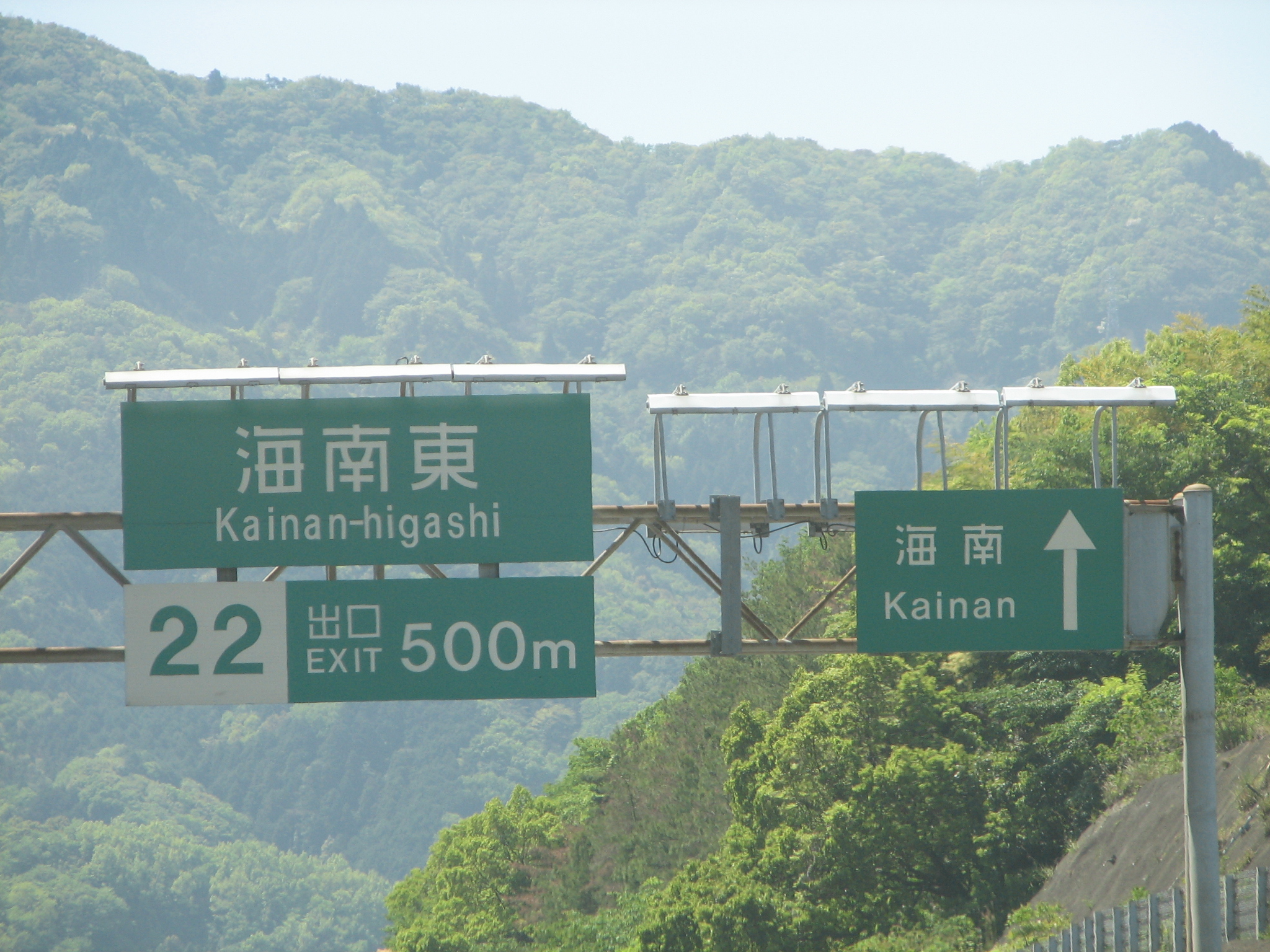
出口予告（500m手前）案内板

本線上にバス停留所（海南東バスストップ）を併設していたが、2008年現在ではこのバス停に停車する高速バスは存在しない。

## 道路
- E42 阪和自動車道（22番）

## 歴史
- 1974年10月25日 : 阪和自動車道阪南IC-海南IC開通に伴い供用開始。

## 周辺
1994年（平成6年）4月1日まで、付近を野上電気鉄道が走っていた。
- 海南市街地
- 和歌山県立海南高等学校
- 海南市立総合体育館
- 海南保健所
- 海南市民運動場

## 接続する道路
- 直接接続
  - 和歌山県道18号海南金屋線
- 間接接続
  - 国道370号

## 料金所
- 入口レーン（和歌山・大阪方面への流入）
  - 一般レーン1箇所（通行券自動発券方式）・ETCレーン1箇所
- 出口レーン（和歌山・大阪方面からの流出）
  - 一般レーン2箇所・ETCレーン1箇所
  - 一般レーン2箇所の内1箇所は、繁忙期対応用で通常は閉鎖されている。

当料金所は、ETCレーンのトラブル対応のため、料金所に隣接する事務室にて遠隔モニターで監視されている。

## 隣
E42 阪和自動車道
(21)和歌山IC - (21-1)和歌山南SIC - (22) 海南東IC - (23) 海南IC